# Bobsleeën op de Olympische Winterspelen 2014
Bobsleeën is een van de twee sportdisciplines die binnen de olympische sleesport werden beoefend tijdens de Olympische Winterspelen 2014 in Sotsji. De wedstrijden werden op de bobslee-, rodel- en skeletonbaan Sanki in Rzjanaja Poljana gehouden.

## Wedstrijdschema[1]
| Datum       | Lokale tijd | MET   | Mannen                  | Vrouwen                 |
| ----------- | ----------- | ----- | ----------------------- | ----------------------- |
| 07 februari | 20:00       | 17:00 | Openingsceremonie       | Openingsceremonie       |
| 16 februari | 20:15       | 17:15 | Tweemansbob (run 1 & 2) |                         |
| 17 februari | 18:30       | 15:30 | Tweemansbob (run 3 & 4) |                         |
| 18 februari | 19:15       | 16:15 |                         | Tweemansbob (run 1 & 2) |
| 19 februari | 20:15       | 17:15 |                         | Tweemansbob (run 3 & 4) |
| 22 februari | 17:30       | 14:30 | Viermansbob (run 1 & 2) |                         |
| 23 februari | 17:30       | 14:30 | Viermansbob (run 3 & 4) |                         |
| 23 februari | 20:00       | 17:00 | Sluitingsceremonie      | Sluitingsceremonie      |

## Medailles

### Mannen
| Onderdeel   | Goud | Goud                                                             | Zilver | Zilver                                                           | Brons | Brons                                                     |
| ----------- | ---- | ---------------------------------------------------------------- | ------ | ---------------------------------------------------------------- | ----- | --------------------------------------------------------- |
| Tweemansbob | SUI  | Beat Hefti Alex Baumann                                          | USA    | Steven Holcomb Steven Langton                                    | LAT   | Oskars Melbārdis Daumants Dreiškens                       |
| Viermansbob | LAT  | Oskars Melbārdis Daumants Dreiškens Arvis Vilkaste Jānis Strenga | USA    | Steven Holcomb Curtis Tomasevicz Steven Langton Christopher Fogt | GBR   | John James Jackson Bruce Tasker Stuart Benson Joel Fearon |

### Vrouwen
| Onderdeel   | Goud | Goud                            | Zilver | Zilver                       | Brons | Brons                   |
| ----------- | ---- | ------------------------------- | ------ | ---------------------------- | ----- | ----------------------- |
| Tweemansbob | CAN  | Kaillie Humphries Heather Moyse | USA    | Elana Meyers Lauryn Williams | USA   | Jamie Greubel Aja Evans |

### Medaillespiegel
| Plaats | Land             | NOC    | Goud | Zilver | Brons | Totaal |
| ------ | ---------------- | ------ | ---- | ------ | ----- | ------ |
| 1      | Letland          | LAT    | 1    | 0      | 1     | 1      |
| 2      | Canada           | CAN    | 1    | 0      | 0     | 1      |
| 2      | Zwitserland      | SUI    | 1    | 0      | 0     | 1      |
| 4      | Verenigde Staten | USA    | 0    | 3      | 1     | 4      |
| 5      | Groot-Brittannië | GBR    | 0    | 0      | 1     | 1      |
| Totaal | Totaal           | Totaal | 3    | 3      | 3     | 9      |

Chamonix 1924 · St. Moritz 1928 · Lake Placid 1932 · Garmisch-Partenkirchen 1936 · St. Moritz 1948 · Oslo 1952 · Cortina d'Ampezzo 1956 · Innsbruck 1964 · Grenoble 1968 · Sapporo 1972 · Innsbruck 1976 · Lake Placid 1980 · Sarajevo 1984 · Calgary 1988 · Albertville 1992 · Lillehammer 1994 · Nagano 1998 · Salt Lake City 2002 · Turijn 2006 · Vancouver 2010 · Sotsji 2014 · Pyeongchang 2018 · Peking 2022 
Lijst van olympische medaillewinnaars
Alpineskiën · Biatlon · Bobsleeën · Curling · Freestyleskiën · Kunstrijden · Langlaufen · Noordse combinatie · Rodelen · Schaatsen · Schansspringen · Shorttrack · Skeleton · Snowboarden · IJshockey